# KENTO'S CLUB
『賀来賢人 SUZUKI "KENTO'S CLUB"』（かくけんと スズキ ケントズ・クラブ）とはTOKYO FMをキー局にJFN系列で放送されたラジオ番組である。前番組である『SUZUKI presents NAGASE The Standard』の後継番組で、2019年4月1日に放送開始、2021年3月31日に放送終了。放送時間は、毎週月曜 - 木曜 16:50 - 17:00。
前番組から引き続いてスズキの一社提供。パーソナリティは、賀来賢人。

## 概要
リスナーをクラブ会員と呼び、会長を務める賀来と一緒に楽しもうというコンセプトで送る。
放送後には公式サイトにその日の内容を掲載している。メッセージが紹介されたリスナーにはステッカーが送られる。
スマホアプリ「Audee」では、毎週金曜日にスピンオフとなる音声コンテンツ「ケンクラ スペシャル ダイジェスト」を配信している。

## コーナー
番組タイトルコール
番組冒頭に流れるタイトルコールの音声をクラブ会員のプチ情報と共に募集している。
部活・クラブにまつわるエピソード
クラブ会員から部活・クラブのあるあるや思い出などを募集している。
究極の選択
2択で答えられる質問を募集して、賀来が答えていくコーナー。
ベスト3
リスナーから募集した○○のベスト3を発表するコーナー。
ケントズ・レコメンドソング
リスナーのメッセージに対して、賀来が1曲を送るコーナー。
このほか、番組での賀来の発言やメールの内容、放送日にちなんだ企画もおこなっている。

## 放送時間
JFN系列38局フルネットで、全て月曜 - 木曜の放送。
放送時間の早い順から記載。全局「radiko」・「radiko.jpプレミアム」で聴取可能。
但し、特別加盟局のInterFM897は、放送開始から未ネット。
| 放送対象地域   | 放送局名                                    | 放送時間      | 備考                                                   |
| -------------- | ------------------------------------------- | ------------- | ------------------------------------------------------ |
| 東京都         | エフエム東京（TOKYO FM）                    | 16:50 - 17:00 | 製作局                                                 |
| 青森県         | エフエム青森（AFB）                         | 16:40 - 16:50 |                                                        |
| 山形県         | エフエム山形（Rhythm Station）              | 16:45 - 16:55 |                                                        |
| 三重県         | 三重エフエム放送（レディオキューブ FM三重） | 16:45 - 16:55 |                                                        |
| 群馬県         | エフエム群馬（FM GUNMA）                    | 16:50 - 17:00 | 『POTLUCK』（月曜 - 水曜）内包 『148 neo』（木曜）内包 |
| 富山県         | 富山エフエム放送（FMとやま）                | 16:50 - 17:00 |                                                        |
| 岐阜県         | 岐阜エフエム放送（FM GIFU）                 | 16:50 - 17:00 |                                                        |
| 広島県         | 広島エフエム放送（HFM）                     | 16:50 - 17:00 | 『江本一真のゴッジ』内包                               |
| 秋田県         | エフエム秋田（AFM）                         | 17:00 - 17:10 | 『mix』内包                                            |
| 高知県         | エフエム高知（Hi-Six）                      | 17:00 - 17:10 | 『Hi-Six Radio JAM』内包                               |
| 島根県・鳥取県 | エフエム山陰（V-air）                       | 17:05 - 17:15 |                                                        |
| 宮崎県         | エフエム宮崎（JOY FM）                      | 17:05 - 17:15 |                                                        |
| 鹿児島県       | エフエム鹿児島（μFM）                       | 17:10 - 17:20 | 『μ's UP!』内包                                        |
| 宮城県         | エフエム仙台（Date fm）                     | 17:15 - 17:25 | 『SOUND GENIC』内包                                    |
| 福島県         | エフエム福島（ふくしまFM）                  | 17:20 - 17:30 | 『RADIO GROOVE』内包                                   |
| 沖縄県         | エフエム沖縄（FM沖縄）                      | 17:20 - 17:30 |                                                        |
| 新潟県         | エフエムラジオ新潟（FM-NIIGATA）            | 17:28 - 17:38 | 『SOUND SPLASH』内包                                   |
| 佐賀県         | エフエム佐賀（FMS）                         | 17:28 - 17:38 | 『CHANGE』内包                                         |
| 石川県         | エフエム石川（HELLO FIVE）                  | 17:30 - 17:40 | 『Sunset Express MOVE』内包                            |
| 大分県         | エフエム大分（Air-Radio FM88）              | 17:30 - 17:40 | 『OITA MAGIC HOUR』内包                                |
| 岡山県         | 岡山エフエム放送（FM OKAYAMA）              | 17:32 - 17:42 | 『TWILIGHT PAVEMENT』内包                              |
| 福井県         | 福井エフエム放送（FM FUKUI）                | 17:35 - 17:45 |                                                        |
| 愛媛県         | エフエム愛媛（FM愛媛）                      | 17:40 - 17:50 |                                                        |
| 兵庫県         | 兵庫エフエム放送（Kiss FM KOBE）            | 17:42 - 17:52 | 『Kiss Music Presenter』内包                           |
| 栃木県         | エフエム栃木（RADIO BERRY）                 | 17:43 - 17:53 | 『B・E・A・T』内包                                     |
| 滋賀県         | エフエム滋賀（e-radio）                     | 17:45 - 17:55 | 『キャッチ!』内包                                      |
| 熊本県         | エフエム熊本（FMK）                         | 17:45 - 17:55 | 『FMK RADIO BUSTERS』内包                              |
| 大阪府         | エフエム大阪（FM大阪）                      | 17:46 - 17:56 |                                                        |
| 徳島県         | エフエム徳島（FM TOKUSHIMA）                | 17:48 - 17:58 | 『T-Joint』内包                                        |
| 北海道         | エフエム北海道（AIR-G'）                    | 17:50 - 18:00 | 『LUV TRACKS』内包                                     |
| 岩手県         | エフエム岩手（FM IWATE）                    | 17:50 - 18:00 | 『夕刊ラジオ』内包                                     |
| 長野県         | 長野エフエム放送（FM長野）                  | 17:50 - 18:00 | 『MAGIC HOUR』内包                                     |
| 静岡県         | 静岡エフエム放送（K-mix）                   | 17:50 - 18:00 | 『K-mix RADIOKIDS』内包                                |
| 愛知県         | エフエム愛知（FM AICHI）                    | 17:50 - 18:00 | 『EVENING STREET』内包                                 |
| 山口県         | エフエム山口（FMY）                         | 17:50 - 18:00 | 『COZINESS』内包                                       |
| 香川県         | エフエム香川（FM香川）                      | 17:50 - 18:00 | 『JOY-U・CLUB』内包                                    |
| 福岡県         | エフエム福岡（FM FUKUOKA）                  | 17:50 - 18:00 | 『Hyper Night Program GOW!!』内包                      |
| 長崎県         | エフエム長崎（FM Nagasaki）                 | 17:50 - 18:00 | 『Colors』内包                                         |

## ゲスト
2019年
- 5月13日 - 5月16日 - 工藤敬治（生活衣料店マルジ常務取締役）※電話出演[5]
- 7月31日 - 8月1日 - 小成裕之（日本ペタンク・ブール連盟専務理事）※電話出演[6]

2020年
- 1月27日 - 1月30日 - 佐藤二朗 ※インタビュー出演[7]
- 2月17日 - 2月20日 - 三上丈晴（月刊『ムー』編集長）[8]
- 3月16日 - 3月19日 - 山本舞香 ※テレビドラマ『死にたい夜にかぎって』で共演[9]

## イベント
- 賀来賢人 SUZUKI“KENTO'S CLUB”～ケンクラ・ミーティング in TOKYO～（2019年9月8日）[10]

会場：Ginza Sony Parkサテライトスタジオ TOKYO FM | Ginza Sony Park Studio

## エピソード
2019年7月第1週目の放送では賀来が主演を務めるドラマ『アフロ田中』のスタートを記念し、ヒロインを演じた夏帆がタイトルコールを担当するといった企画をおこなった。